# Elmshorn Alligators
Die Elmshorn Alligators sind ein deutscher Baseballclub aus Elmshorn, organisiert als Sparte im Elmshorner Männer-Turnverein (EMTV). Derzeit spielt die 1. Mannschaft in der 2.Bundesliga Nord (2019).

## Geschichte
Die Alligators gingen aus einer Hobby-Spielmannschaft hervor, die sich im Herbst 1988 regelmäßig auf der Hart'schen Wiese im Liether Wald von Elmshorn trafen. Nachdem die Gruppe im Winter auf mehr als 20 Personen anwuchs, entschlossen sich Spieler, im Frühjahr dem Sportverein Holsatia als Sparte beizutreten. Bereits am 2. April 1989 fand das erste Baseball-Spiel der Stadt auf dem Fußballfeld der Friedrich-Ebert-Grundschule statt. Mehr als 250 Zuschauer kamen zu dem Spiel gegen den zweiten Klub der Stadt, die Dirty Socks.
1989 marschierten die Elmshorner ungeschlagen durch die Verbandsliga und stiegen damit in die 2. Bundesliga-Nord auf.
1994 folgte unter Coach John Sable der Aufstieg in die 1. Bundesliga (Nord), aus der die Mannschaft jedoch nach nur einer Saison wieder absteigen musste. Nach vier Jahren in der 2. Liga gelang 1999 unter Coach Tim Pulmer erneut der Aufstieg in die höchste deutsche Spielklasse, in der sich die Alligators weitere vier Jahre halten konnten (beste Platzierung Rang 5, 2000 und 2001).
Danach begann der schleichende Abstieg des Klubs. Nach vier mäßigen Jahren in der 2. Liga und rückläufigen Mitgliederzahlen versuchten die Alligators 2007 einen Neu-Anfang in der Verbandsliga Schleswig-Holstein. Nachdem das Ziel "Wiederaufstieg in die Regionalliga" deutlich verpasst wurde, stand die Sparte sogar vor der Auflösung. Erst die Reaktivierung zahlreicher ehemaliger Spieler sorgte wieder für den Aufschwung.
Zwar verpassten die Alligators 2008 den Aufstieg in die Regionalliga knapp, die Basis für einen erfolgreichen Neu-Anfang war jedoch gelegt. Dies sorgte für die Rückkehr weiterer Spieler in der Saison 2009 an dessen Ende der Wieder-Aufstieg in die Regionalliga Nord-Ost stand.
Seit 2008 konnten die Alligators ihren Aktivenstand verdoppeln und meldeten 2010 nach fünfjähriger Pause wieder zwei Männerteams zum Spielbetrieb an.
Seit 2012 spielt das 1. Team wieder in der Regionalliga und wurde nach einer erfolgreichen Saison Vizemeister der Regionalliga Nord/Ost.
2017 stieg das Team von Trainer Dennis Scherfisee in die 2. Bundesliga-Nord auf und konnte sich in der Saison 2018 auf Anhieb in der Spitzengruppe etablieren. Grund dafür war auch die Verpflichtung des US-Amerikaners Robbie Ingram. Der linkshändige Pitcher dominierte die Liga (10 Siege, 3 Niederlagen; ERA 2,13; 102 Strikeouts in 84.1 Innings) und war am Saisonende für die Hälfte der Elmshorner Siege verantwortlich. Mit 20 Siegen und 10 Niederlagen belegten die Elmshorner Platz 2 hinter Meister Kiel Seahawks.
2019: Neben Ingram wurde für diese Saison auch sein Landmann Jonathan Smart verpflichtet. Smart spielte in den USA zu seiner Studienzeit als Catcher für das Division-1-College von Havard (Massachusetts/USA). Die Verpflichtung von Smart erwies sich als absoluter Glücksgriff. Der US-Amerikaner war mit einem Schlagdurchschnitt von .538 der mit Abstand beste Hitter der Liga. Dazu konnte Ingram seine Dominanz aus dem Jahr zuvor wiederholen, so dass die Gators am 28. Juli 2019 mit einem Doppelsieg gegen die Hamburg Stealers 2 die Tabellenführung in der 2. Liga Nord übernehmen konnten.
Am 25. August 2019 besiegten die Alligators in ihrem letzten Saisonspiel nochmals die Stealers 2. Mit dem 11:10, einem Walk-off-Win im neunten und letzten Inning, machten sie damit die zweite Zweitliga-Meisterschaft nach 1994 perfekt und sicherten sich gleichzeitig die Teilnahme an den Playoffs zur Bundesliga.